# Interlands Pools voetbalelftal 1930-1939
Deze pagina toont een chronologisch en gedetailleerd overzicht van de interlands die het Pools voetbalelftal heeft gespeeld in de periode 1930 – 1939.

## Interlands

### 1930
|                                                                          |        |                                            |       |                                                                                     |
| 28 september Vriendschappelijk № 32 «onderlinge duels» 14:00 uur (UTC+1) | Zweden | 0 – 3                                      | Polen | Olympisch Stadion, Stockholm Toeschouwers: 20.000 Scheidsrechter: Matti Aalto (FIN) |
| 28 september Vriendschappelijk № 32 «onderlinge duels» 14:00 uur (UTC+1) |        | 39', 69' Józef Ciszewski 43' Józef Smoczek |       | Olympisch Stadion, Stockholm Toeschouwers: 20.000 Scheidsrechter: Matti Aalto (FIN) |

|                                                                        |                                                                         |       |         |                                                                                            |
| 26 oktober Vriendschappelijk № 33 «onderlinge duels» 14:30 uur (UTC+1) | Polen                                                                   | 6 – 0 | Letland | Wojska Polskiegostadion, Warschau Toeschouwers: 10.000 Scheidsrechter: Alfred Birlem (GER) |
| 26 oktober Vriendschappelijk № 33 «onderlinge duels» 14:30 uur (UTC+1) | Józef Nawrot 11', 28', 71', 89' Leonard Malik 33' Mieczysław Balcer 87' |       |         | Wojska Polskiegostadion, Warschau Toeschouwers: 10.000 Scheidsrechter: Alfred Birlem (GER) |

### 1931
|                                                                     |       |                                                                                |                   |                                                                                             |
| 14 juni Vriendschappelijk № 34 «onderlinge duels» 18:00 uur (UTC+1) | Polen | 0 – 4                                                                          | Tsjecho-Slowakije | Wojska Polskiegostadion, Warschau Toeschouwers: 13.000 Scheidsrechter: Eric Malmström (SWE) |
| 14 juni Vriendschappelijk № 34 «onderlinge duels» 18:00 uur (UTC+1) |       | 1' František Pelcner 53' František Pelcner 62' Václav Bára 66' Oldřich Nejedlý |                   | Wojska Polskiegostadion, Warschau Toeschouwers: 13.000 Scheidsrechter: Eric Malmström (SWE) |

|                                                                    |         |                                                                       |       |                                                                            |
| 5 juli Vriendschappelijk № 35 «onderlinge duels» 18:30 uur (UTC+2) | Letland | 0 – 5                                                                 | Polen | LSB stadions, Riga Toeschouwers: 2.500 Scheidsrechter: Alfred Birlem (GER) |
| 5 juli Vriendschappelijk № 35 «onderlinge duels» 18:30 uur (UTC+2) |         | 21', 33' Karol Kossok 37', 40' Walerian Kisieliński 83' Henryk Reyman |       | LSB stadions, Riga Toeschouwers: 2.500 Scheidsrechter: Alfred Birlem (GER) |

|                                                                         |                                        |       |                                        |                                                                                               |
| 23 augustus Vriendschappelijk № 36 «onderlinge duels» 17:00 uur (UTC+1) | Polen                                  | 2 – 3 | Roemenië                               | Wojska Polskiegostadion, Warschau Toeschouwers: 10.000 Scheidsrechter: František Cejnar (TCH) |
| 23 augustus Vriendschappelijk № 36 «onderlinge duels» 17:00 uur (UTC+1) | Józef Nawrot 80' Witold Wypijewski 87' |       | 5', 78' Graţian Sepi 29' Elemer Kocsis | Wojska Polskiegostadion, Warschau Toeschouwers: 10.000 Scheidsrechter: František Cejnar (TCH) |

|                                                                        |                                      |       |                |                                                                              |
| 11 oktober Vriendschappelijk № 37 «onderlinge duels» 15:00 uur (UTC+1) | België                               | 2 – 1 | Polen          | Jubelstadion, Brussel Toeschouwers: 40.000 Scheidsrechter: Job Mutters (NED) |
| 11 oktober Vriendschappelijk № 37 «onderlinge duels» 15:00 uur (UTC+1) | Augustinus Hellemans 9' Voorhoof 50' |       | 78' Wypijewski | Jubelstadion, Brussel Toeschouwers: 40.000 Scheidsrechter: Job Mutters (NED) |

|                                                                        |                                                                        |       |                          |                                                                                      |
| 25 oktober Vriendschappelijk № 38 «onderlinge duels» 14:30 uur (UTC+1) | Polen                                                                  | 6 – 3 | Joegoslavië              | Stadion im. 22 lipca, Poznań Toeschouwers: 15.000 Scheidsrechter: Gustav Krist (TCH) |
| 25 oktober Vriendschappelijk № 38 «onderlinge duels» 14:30 uur (UTC+1) | Mieczysław Balcer 4', 12', 51' Henryk Martyna 22' Adam Knioła 26', 40' |       | 17', 32', 53' Ivica Beck | Stadion im. 22 lipca, Poznań Toeschouwers: 15.000 Scheidsrechter: Gustav Krist (TCH) |

### 1932
|                                                                    |             |                                           |       |                                                                                  |
| 29 mei Vriendschappelijk № 39 «onderlinge duels» 17:15 uur (UTC+1) | Joegoslavië | 0 – 3                                     | Polen | Stadion Koturaška, Zagreb Toeschouwers: 6.000 Scheidsrechter: Gustav Krist (TCH) |
| 29 mei Vriendschappelijk № 39 «onderlinge duels» 17:15 uur (UTC+1) |             | 46', 71' Józef Nawrot 52' Józef Ciszewski |       | Stadion Koturaška, Zagreb Toeschouwers: 6.000 Scheidsrechter: Gustav Krist (TCH) |

|                                                                     |                                   |       |        |                                                                                           |
| 10 juli Vriendschappelijk № 40 «onderlinge duels» 17:30 uur (UTC+1) | Polen                             | 2 – 0 | Zweden | Wojska Polskiegostadion, Warschau Toeschouwers: 13.000 Scheidsrechter: Peco Bauwens (GER) |
| 10 juli Vriendschappelijk № 40 «onderlinge duels» 17:30 uur (UTC+1) | Józef Nawrot 12' Gustaw Bator 84' |       |        | Wojska Polskiegostadion, Warschau Toeschouwers: 13.000 Scheidsrechter: Peco Bauwens (GER) |

|                                                                       |                                      |       |                     |                                                                                          |
| 2 oktober Vriendschappelijk № 41 «onderlinge duels» 15:30 uur (UTC+1) | Polen                                | 2 – 1 | Letland             | Wojska Polskiegostadion, Warschau Toeschouwers: 8.000 Scheidsrechter: Radu Istrate (ROU) |
| 2 oktober Vriendschappelijk № 41 «onderlinge duels» 15:30 uur (UTC+1) | Karol Kossok 52' Leon Radojewski 89' |       | 19' Arnolds Tauriņš | Wojska Polskiegostadion, Warschau Toeschouwers: 8.000 Scheidsrechter: Radu Istrate (ROU) |

|                                                                       |          |                                                            |       | |
| 2 oktober Vriendschappelijk № 42 «onderlinge duels» 19:30 uur (UTC+3) | Roemenië | 0 – 5                                                      | Polen | Stadionul Oficiul Național de Educație Fizică, Boekarest Toeschouwers: 8.000 Scheidsrechter: Ernest Fabris (YUG) |
| 2 oktober Vriendschappelijk № 42 «onderlinge duels» 19:30 uur (UTC+3) |          | 5' Michał Matyas 8', 25', 78' Józef Nawrot 38' Ewald Urban |       | Stadionul Oficiul Național de Educație Fizică, Boekarest Toeschouwers: 8.000 Scheidsrechter: Ernest Fabris (YUG) |

### 1933
|                                                                    |       |              |        |                                                                                             |
| 4 juni Vriendschappelijk № 43 «onderlinge duels» 17:00 uur (UTC+1) | Polen | 0 – 1        | België | Wojska Polskiegostadion, Warschau Toeschouwers: .000 Scheidsrechter: František Cejnar (CZE) |
| 4 juni Vriendschappelijk № 43 «onderlinge duels» 17:00 uur (UTC+1) |       | 39' Brichaut |        | Wojska Polskiegostadion, Warschau Toeschouwers: .000 Scheidsrechter: František Cejnar (CZE) |

|                                                                          |                                                              |       |                                                    |                                                                                             |
| 10 september Vriendschappelijk № 44 «onderlinge duels» 16:00 uur (UTC+1) | Polen                                                        | 4 – 3 | Joegoslavië                                        | Wojska Polskiegostadion, Warschau Toeschouwers: 8.000 Scheidsrechter: Bohumil Ženišek (TCH) |
| 10 september Vriendschappelijk № 44 «onderlinge duels» 16:00 uur (UTC+1) | Józef Nawrot 10', 46' Edmund Majowski 76' Władysław Król 88' |       | 29', 41' Đorđe Vujadinović 89' Aleksandar Tirnanić | Wojska Polskiegostadion, Warschau Toeschouwers: 8.000 Scheidsrechter: Bohumil Ženišek (TCH) |

|                                                                           |                    |       |                                       |                                                                                            |
| 15 oktober WK 1934 kwalificatie № 45 «onderlinge duels» 12:30 uur (UTC+1) | Polen              | 1 – 2 | Tsjecho-Slowakije                     | Wojska Polskiegostadion, Warschau Toeschouwers: 16.000 Scheidsrechter: Denis Xifando (ROU) |
| 15 oktober WK 1934 kwalificatie № 45 «onderlinge duels» 12:30 uur (UTC+1) | Henryk Martyna 52' |       | 33' Josef Silný 77' František Pelcner | Wojska Polskiegostadion, Warschau Toeschouwers: 16.000 Scheidsrechter: Denis Xifando (ROU) |

|                                                                        |                       |       |       |                                                                             |
| 3 december Vriendschappelijk № 46 «onderlinge duels» 14:00 uur (UTC+1) | Duitsland             | 1 – 0 | Polen | Poststadion, Berlijn Toeschouwers: 40.000 Scheidsrechter: Otto Olsson (SWE) |
| 3 december Vriendschappelijk № 46 «onderlinge duels» 14:00 uur (UTC+1) | Josef Rasselnberg 89' |       |       | Poststadion, Berlijn Toeschouwers: 40.000 Scheidsrechter: Otto Olsson (SWE) |

### 1934
|                                                                    |                                              |       |                       |                                                                                       |
| 21 mei Vriendschappelijk № 47 «onderlinge duels» 13:30 uur (UTC+1) | Denemarken                                   | 4 – 2 | Polen                 | Københavns Idrætspark, Kopenhagen Toeschouwers: 15.000 Scheidsrechter: Reg Rudd (ENG) |
| 21 mei Vriendschappelijk № 47 «onderlinge duels» 13:30 uur (UTC+1) | Kaj Uldaler 8', 36' Pauli Jørgensen 48', 74' |       | 50', 75' Józef Nawrot | Københavns Idrætspark, Kopenhagen Toeschouwers: 15.000 Scheidsrechter: Reg Rudd (ENG) |

|                                                                    |                                             |       |                                        |                                                                                       |
| 23 mei Vriendschappelijk № 48 «onderlinge duels» 19:15 uur (UTC+1) | Zweden                                      | 4 – 2 | Polen                                  | Olympisch Stadion, Stockholm Toeschouwers: 20.000 Scheidsrechter: Yrjö Tuhkunen (FIN) |
| 23 mei Vriendschappelijk № 48 «onderlinge duels» 19:15 uur (UTC+1) | Sven Jonasson 13' Tore Keller 36', 70', 74' |       | 26' Józef Nawrot 59' Ernest Wilimowski | Olympisch Stadion, Stockholm Toeschouwers: 20.000 Scheidsrechter: Yrjö Tuhkunen (FIN) |

|                                                                         |                                                                         |       |                       |                                                                                |
| 26 augustus Vriendschappelijk № 49 «onderlinge duels» 16:30 uur (UTC+1) | Joegoslavië                                                             | 4 – 1 | Polen                 | Stadion BSK, Belgrado Toeschouwers: 12.000 Scheidsrechter: Denis Xifando (ROU) |
| 26 augustus Vriendschappelijk № 49 «onderlinge duels» 16:30 uur (UTC+1) | Branislav Sekulić 24', 42' Branislav Sekulić 51' Blagoje Marjanović 78' |       | 54' Ernest Wilimowski | Stadion BSK, Belgrado Toeschouwers: 12.000 Scheidsrechter: Denis Xifando (ROU) |

|                                                                         |                                         |       |                                                                                  |                                                                                          |
| 9 september Vriendschappelijk № 50 «onderlinge duels» 16:00 uur (UTC+1) | Polen                                   | 2 – 5 | Duitsland                                                                        | Wojska Polskiegostadion, Warschau Toeschouwers: 33.000 Scheidsrechter: Otto Olsson (SWE) |
| 9 september Vriendschappelijk № 50 «onderlinge duels» 16:00 uur (UTC+1) | Ernest Wilimowski 28' Karol Pazurek 55' |       | 15', 80' (pen.) Ernst Lehner 77' Karl Hohmann 78' Otto Siffling 83' Fritz Szepan | Wojska Polskiegostadion, Warschau Toeschouwers: 33.000 Scheidsrechter: Otto Olsson (SWE) |

|                                                                        |                                                              |       |                                           | |
| 14 oktober Vriendschappelijk № 51 «onderlinge duels» 12:00 uur (UTC+1) | Polen                                                        | 3 – 3 | Roemenië                                  | Stadion im. Marszałka Józefa Piłsudskiego we Lwowie, Lviv Toeschouwers: 6.000 Scheidsrechter: Ernest Fabris (YUG) |
| 14 oktober Vriendschappelijk № 51 «onderlinge duels» 12:00 uur (UTC+1) | Henryk Martyna 12' (pen.) Ewald Urban 60' Henryk Martyna 63' |       | 17', 86' Ştefan Dobay 52' Gheorghe Ciolac | Stadion im. Marszałka Józefa Piłsudskiego we Lwowie, Lviv Toeschouwers: 6.000 Scheidsrechter: Ernest Fabris (YUG) |

|                                                                        |                                           |       |                                                                                               |                                                                           |
| 14 oktober Vriendschappelijk № 52 «onderlinge duels» 15:00 uur (UTC+2) | Letland                                   | 2 – 6 | Polen                                                                                         | JKS Stadions, Riga Toeschouwers: 5.000 Scheidsrechter: Esko Pekonen (FIN) |
| 14 oktober Vriendschappelijk № 52 «onderlinge duels» 15:00 uur (UTC+2) | Aleksandrs Priede 32' Hermanis Jēnihs 33' |       | 9' Karol Pazurek 14', 64', 75' Gerard Wodarz 30' Ryszard Łysakowski 45' (pen.) Teodor Peterek | JKS Stadions, Riga Toeschouwers: 5.000 Scheidsrechter: Esko Pekonen (FIN) |

### 1935
|                                                                    |                                                                              |       |                        |                                                                             |
| 12 mei Vriendschappelijk № 53 «onderlinge duels» 17:00 uur (UTC+1) | Oostenrijk                                                                   | 5 – 2 | Polen                  | Praterstadion, Wenen Toeschouwers: 16.000 Scheidsrechter: Pál Hertzka (HUN) |
| 12 mei Vriendschappelijk № 53 «onderlinge duels» 17:00 uur (UTC+1) | Karl Stoiber 12' Leopold Vogl 25', 71' Wilhelm Hahnemann 31' Hans Pesser 46' |       | 44', 63' Michał Matyas | Praterstadion, Wenen Toeschouwers: 16.000 Scheidsrechter: Pál Hertzka (HUN) |

|                                                                         |                                      |       |                                                    |                                                                                   |
| 18 augustus Vriendschappelijk № 54 «onderlinge duels» 16:30 uur (UTC+1) | Polen                                | 2 – 3 | Joegoslavië                                        | Stadion Pogoni, Katowice Toeschouwers: 23.000 Scheidsrechter: Alfred Birlem (GER) |
| 18 augustus Vriendschappelijk № 54 «onderlinge duels» 16:30 uur (UTC+1) | Michał Matyas 24' Teodor Peterek 35' |       | 60', 61' Aleksandar Živković 81' Branislav Sekulić | Stadion Pogoni, Katowice Toeschouwers: 23.000 Scheidsrechter: Alfred Birlem (GER) |

|                                                                          |                  |       |       |                                                                                       |
| 15 september Vriendschappelijk № 55 «onderlinge duels» 16:00 uur (UTC+1) | Duitsland        | 1 – 0 | Polen | Hermann Göringstadion, Wrocław Toeschouwers: 35.000 Scheidsrechter: Otto Olsson (SWE) |
| 15 september Vriendschappelijk № 55 «onderlinge duels» 16:00 uur (UTC+1) | Edmund Conen 34' |       |       | Hermann Göringstadion, Wrocław Toeschouwers: 35.000 Scheidsrechter: Otto Olsson (SWE) |

|                                                                          |                                                             |       |                                                         |                                                                                |
| 15 september Vriendschappelijk № 56 «onderlinge duels» 16:00 uur (UTC+1) | Polen                                                       | 3 – 3 | Letland                                                 | Stadion ŁKS, Łódź Toeschouwers: 15.000 Scheidsrechter: Hans Frankenstein (AUT) |
| 15 september Vriendschappelijk № 56 «onderlinge duels» 16:00 uur (UTC+1) | Józef Smoczek 47' Stanisław Malczyk 54' Antoni Borowski 66' |       | 21' Jānis Škincs 25' Ērihs Pētersons 57' Alfrēds Verner | Stadion ŁKS, Łódź Toeschouwers: 15.000 Scheidsrechter: Hans Frankenstein (AUT) |

|                                                                       |                   |       |            |                                                                                            |
| 6 oktober Vriendschappelijk № 57 «onderlinge duels» 12:00 uur (UTC+1) | Polen             | 1 – 0 | Oostenrijk | Wojska Polskiegostadion, Warschau Toeschouwers: 25.000 Scheidsrechter: Juris Rēdlihs (LVA) |
| 6 oktober Vriendschappelijk № 57 «onderlinge duels» 12:00 uur (UTC+1) | Michał Matyas 34' |       |            | Wojska Polskiegostadion, Warschau Toeschouwers: 25.000 Scheidsrechter: Juris Rēdlihs (LVA) |

|                                                                        |                                                           |       |                   | |
| 3 november Vriendschappelijk № 58 «onderlinge duels» 15:00 uur (UTC+2) | Roemenië                                                  | 4 – 1 | Polen             | Stadionul Oficiul Național de Educație Fizică, Boekarest Toeschouwers: 20.000 Scheidsrechter: Jovan Ružić (YUG) |
| 3 november Vriendschappelijk № 58 «onderlinge duels» 15:00 uur (UTC+2) | Dincă Schileru 1' Silviu Bindea 20', 35' Graţian Sepi 73' |       | 36' Karol Pazurek | Stadionul Oficiul Național de Educație Fizică, Boekarest Toeschouwers: 20.000 Scheidsrechter: Jovan Ružić (YUG) |

### 1936
|                                                                       |        |                 |       |                                                                                   |
| 16 februari Vriendschappelijk № 59 «onderlinge duels» 14:30 uur (UTC) | België | 0 – 2           | Polen | Jubelstadion, Brussel Toeschouwers: 12.000 Scheidsrechter: Walter Lewington (ENG) |
| 16 februari Vriendschappelijk № 59 «onderlinge duels» 14:30 uur (UTC) |        | 3' Piec 76' Gad |       | Jubelstadion, Brussel Toeschouwers: 12.000 Scheidsrechter: Walter Lewington (ENG) |

| Olympische Spelen 1936 |
| ---------------------- |

|                                                                                        |                            |       |                                     |                                                                                  |
| 13 augustus Olympische Spelen Bronzen finale № 60 «onderlinge duels» 16:00 uur (UTC+1) | Noorwegen                  | 3 – 2 | Polen                               | Olympiastadion, Berlijn Toeschouwers: 95.000 Scheidsrechter: Alfred Birlem (GER) |
| 13 augustus Olympische Spelen Bronzen finale № 60 «onderlinge duels» 16:00 uur (UTC+1) | Arne Brustad 15', 21', 84' |       | Gerard Wodarz 5' Teodor Peterek 24' | Olympiastadion, Berlijn Toeschouwers: 95.000 Scheidsrechter: Alfred Birlem (GER) |

|  |  |  |  |  |  |  |  |  |

|                                                                         |                                            |       |                                                          |                                                                                |
| 6 september Vriendschappelijk № 61 «onderlinge duels» 12:00 uur (UTC+2) | Letland                                    | 3 – 3 | Polen                                                    | JKS Stadions, Riga Toeschouwers: 8.000 Scheidsrechter: Hans Frankenstein (AUT) |
| 6 september Vriendschappelijk № 61 «onderlinge duels» 12:00 uur (UTC+2) | Ērihs Pētersons 60' Jānis Rozītis 72', 79' |       | 20' Jerzy Wostal 37' Michał Matyas 58' Hieronim Schwartz | JKS Stadions, Riga Toeschouwers: 8.000 Scheidsrechter: Hans Frankenstein (AUT) |

|                                                                         | |       |                                                  |                                                                               |
| 6 september Vriendschappelijk № 62 «onderlinge duels» 16:00 uur (UTC+1) | Joegoslavië                                                                                                | 9 – 3 | Polen                                            | Stadion BSK, Belgrado Toeschouwers: 10.000 Scheidsrechter: Gustav Krist (TCH) |
| 6 september Vriendschappelijk № 62 «onderlinge duels» 16:00 uur (UTC+1) | Blagoje Marjanović 3', 19', 44', 75' Nikola Perlić 11', 61' Vojin Božović 35', 67' Aleksandar Tirnanić 85' |       | 53' (pen.), 78' Teodor Peterek 80' Gerard Wodarz | Stadion BSK, Belgrado Toeschouwers: 10.000 Scheidsrechter: Gustav Krist (TCH) |

|                                                                          |                   |       |                  |                                                                                           |
| 13 september Vriendschappelijk № 63 «onderlinge duels» 15:30 uur (UTC+1) | Polen             | 1 – 1 | Duitsland        | Wojska Polskiegostadion, Warschau Toeschouwers: 40.000 Scheidsrechter: Rudolf Eklöw (SWE) |
| 13 september Vriendschappelijk № 63 «onderlinge duels» 15:30 uur (UTC+1) | Gerard Wodarz 75' |       | 20' Karl Hohmann | Wojska Polskiegostadion, Warschau Toeschouwers: 40.000 Scheidsrechter: Rudolf Eklöw (SWE) |

|                                                                       |                      |       |                |                                                                                           |
| 4 oktober Vriendschappelijk № 64 «onderlinge duels» 13:30 uur (UTC+1) | Denemarken           | 2 – 1 | Polen          | Københavns Idrætspark, Denemarken Toeschouwers: 18.000 Scheidsrechter: Willy Peters (GER) |
| 4 oktober Vriendschappelijk № 64 «onderlinge duels» 13:30 uur (UTC+1) | Carl Stoltz 50', 66' |       | 22' Hubert Gad | Københavns Idrætspark, Denemarken Toeschouwers: 18.000 Scheidsrechter: Willy Peters (GER) |

### 1937
|                                                                     |                                                            |       |                        |                                                                                             |
| 23 juni Vriendschappelijk № 65 «onderlinge duels» 18:00 uur (UTC+1) | Polen                                                      | 3 – 1 | Zweden                 | Wojska Polskiegostadion, Warschau Toeschouwers: 18.000 Scheidsrechter: Lucien Leclerq (FRA) |
| 23 juni Vriendschappelijk № 65 «onderlinge duels» 18:00 uur (UTC+1) | Gerard Wodarz 12' Leonard Piątek 24' Ernest Wilimowski 62' |       | 76' Gustav Wetterström | Wojska Polskiegostadion, Warschau Toeschouwers: 18.000 Scheidsrechter: Lucien Leclerq (FRA) |

|                                                                    |                                     |       |                                                          |                                                                           |
| 4 juli Vriendschappelijk № 66 «onderlinge duels» 18:00 uur (UTC+1) | Polen                               | 2 – 4 | Roemenië                                                 | Stadion ŁKS, Łódź Toeschouwers: 20.000 Scheidsrechter: Frigyes Klug (HUN) |
| 4 juli Vriendschappelijk № 66 «onderlinge duels» 18:00 uur (UTC+1) | Leonard Piątek 2' Michał Matyas 25' |       | 13' Ştefan Dobay 14', 82' Iuliu Baratki 18' Iuliu Bodola | Stadion ŁKS, Łódź Toeschouwers: 20.000 Scheidsrechter: Frigyes Klug (HUN) |

|                                                                          |                                                           |       |                    | |
| 12 september Vriendschappelijk № 67 «onderlinge duels» 16:00 uur (UTC+1) | Polen                                                     | 3 – 1 | Denemarken         | Stadion Wojska Polskiego imienia Marszałka Józefa Piłsudskiego, Warschau Toeschouwers: 20.000 Scheidsrechter: Alfred Birlem (GER) |
| 12 september Vriendschappelijk № 67 «onderlinge duels» 16:00 uur (UTC+1) | Ernest Wilimowski 11' Władysław Król 27' Ryszard Piec 56' |       | 12' Jørgen Iversen | Stadion Wojska Polskiego imienia Marszałka Józefa Piłsudskiego, Warschau Toeschouwers: 20.000 Scheidsrechter: Alfred Birlem (GER) |

|                                                        |                                                          |       |                                       |                                                                              |
| 12 september Vriendschappelijk № 68 «onderlinge duels» | Bulgarije                                                | 3 – 3 | Polen                                 | Joenakstadion, Sofia Toeschouwers: 10.000 Scheidsrechter: Mika Popović (YUG) |
| 12 september Vriendschappelijk № 68 «onderlinge duels» | Kiril Iliev 3' Ljoebomir Angelov 29' Vuchko Yordanov 48' |       | 4' Józef Korbas 72', 74' Józef Korbas | Joenakstadion, Sofia Toeschouwers: 10.000 Scheidsrechter: Mika Popović (YUG) |

|                                                                           |                                                               |       |             |                                                                                             |
| 10 oktober WK 1938 kwalificatie № 69 «onderlinge duels» 12:00 uur (UTC+1) | Polen                                                         | 4 – 0 | Joegoslavië | Wojska Polskiegostadion, Warschau Toeschouwers: 20.000 Scheidsrechter: Lucien Leclerq (FRA) |
| 10 oktober WK 1938 kwalificatie № 69 «onderlinge duels» 12:00 uur (UTC+1) | Leonard Piątek 2', 57' Jerzy Wostal 57' Ernest Wilimowski 74' |       |             | Wojska Polskiegostadion, Warschau Toeschouwers: 20.000 Scheidsrechter: Lucien Leclerq (FRA) |

|                                                                        |                                     |       |                   |                                                                                   |
| 10 oktober Vriendschappelijk № 70 «onderlinge duels» 15:00 uur (UTC+1) | Polen                               | 2 – 1 | Letland           | Stadion Pogoni, Katowice Toeschouwers: 22.000 Scheidsrechter: Denis Xifando (ROU) |
| 10 oktober Vriendschappelijk № 70 «onderlinge duels» 15:00 uur (UTC+1) | Franciszek Pytel 54' Jerzy Piec 62' |       | 68' Jānis Rozītis | Stadion Pogoni, Katowice Toeschouwers: 22.000 Scheidsrechter: Denis Xifando (ROU) |

### 1938
|                                                                      |                                                |       |                                                           |                                                                                |
| 13 maart Vriendschappelijk № 71 «onderlinge duels» 12:00 uur (UTC+1) | Zwitserland                                    | 3 – 3 | Polen                                                     | Hardturm, Zürich Toeschouwers: 18.000 Scheidsrechter: Rinaldo Barlassina (ITA) |
| 13 maart Vriendschappelijk № 71 «onderlinge duels» 12:00 uur (UTC+1) | Lauro Amadò 31', 54' André Abegglen 88' (pen.) |       | 13' Ernest Wilimowski 74' Jerzy Wostal 85' Leonard Piątek | Hardturm, Zürich Toeschouwers: 18.000 Scheidsrechter: Rinaldo Barlassina (ITA) |

|                                                                        |                        |       |       |                                                                                     |
| 3 april WK 1938 kwalificatie № 72 «onderlinge duels» 15:30 uur (UTC+1) | Joegoslavië            | 1 – 0 | Polen | Stadion BSK, Belgrado Toeschouwers: 25.000 Scheidsrechter: Rinaldo Barlassina (ITA) |
| 3 april WK 1938 kwalificatie № 72 «onderlinge duels» 15:30 uur (UTC+1) | Blagoje Marjanović 65' |       |       | Stadion BSK, Belgrado Toeschouwers: 25.000 Scheidsrechter: Rinaldo Barlassina (ITA) |

|                                                                    |                                                                                        |       |         |                                                                                               |
| 22 mei Vriendschappelijk № 73 «onderlinge duels» 17:30 uur (UTC+1) | Polen                                                                                  | 6 – 0 | Ierland | Wojska Polskiegostadion, Warschau Toeschouwers: 25.000 Scheidsrechter: Ferenc Majorszky (HUN) |
| 22 mei Vriendschappelijk № 73 «onderlinge duels» 17:30 uur (UTC+1) | Jan Wasiewicz 12' Gerard Wodarz 21', 78' Leonard Piątek 43', 52' Ernest Wilimowski 58' |       |         | Wojska Polskiegostadion, Warschau Toeschouwers: 25.000 Scheidsrechter: Ferenc Majorszky (HUN) |

| Wereldkampioenschap voetbal 1938 |
| -------------------------------- |

|                                                                       |                                                    |              |                                                    |                                                                                        |
| 5 juni WK 1938 Eerste ronde № 74 «onderlinge duels» 17:30 uur (UTC+1) | Brazilië                                           | 6 − 5 (n.v.) | Polen                                              | Stade de la Meinau, Straatsburg Toeschouwers: 13.452 Scheidsrechter: Ivan Eklind (SWE) |
| 5 juni WK 1938 Eerste ronde № 74 «onderlinge duels» 17:30 uur (UTC+1) | Leônidas 18', 93', 104' Romeu 25' Perácio 44', 71' |              | Scherfke 23' (pen.) Wilimowski 53', 59', 89', 118' | Stade de la Meinau, Straatsburg Toeschouwers: 13.452 Scheidsrechter: Ivan Eklind (SWE) |

|  |  |  |  |  |  |  |  |  |

|                                                                          |                                             |       |                    |                                                                                 |
| 18 september Vriendschappelijk № 75 «onderlinge duels» 15:00 uur (UTC+1) | Duitsland                                   | 4 – 1 | Polen              | Großkampfbahn, Chemnitz Toeschouwers: 5.000 Scheidsrechter: Hans Wüthrich (SUI) |
| 18 september Vriendschappelijk № 75 «onderlinge duels» 15:00 uur (UTC+1) | Jupp Gauchel 35', 59', 62' Helmut Schön 52' |       | 49' Teodor Peterek | Großkampfbahn, Chemnitz Toeschouwers: 5.000 Scheidsrechter: Hans Wüthrich (SUI) |

|                                                                                                   |                                                                |       |                                                                   |                                                                                          |
| 25 september Vriendschappelijk Koning Piotr II Cup 1938 № 76 «onderlinge duels» 15:30 uur (UTC+1) | Polen                                                          | 4 – 4 | Joegoslavië                                                       | Wojska Polskiegostadion, Warschau Toeschouwers: 20.000 Scheidsrechter: Ivan Eklind (SWE) |
| 25 september Vriendschappelijk Koning Piotr II Cup 1938 № 76 «onderlinge duels» 15:30 uur (UTC+1) | Józef Korbas 28' Ernest Wilimowski 36', 84' Leonard Piątek 58' |       | 44', 62' Josip Velker 51' (pen.) Mirko Kokotović 70' Franjo Wölfl | Wojska Polskiegostadion, Warschau Toeschouwers: 20.000 Scheidsrechter: Ivan Eklind (SWE) |

|                                                                          |                                            |       |                       |                                                                          |
| 25 september Vriendschappelijk № 77 «onderlinge duels» 15:00 uur (UTC+2) | Letland                                    | 2 – 1 | Polen                 | ASK Stadion, Riga Toeschouwers: 14.000 Scheidsrechter: Matti Aalto (FIN) |
| 25 september Vriendschappelijk № 77 «onderlinge duels» 15:00 uur (UTC+2) | Aleksandrs Vanags 26' Alberts Šeibelis 83' |       | 36' Bolesław Habowski | ASK Stadion, Riga Toeschouwers: 14.000 Scheidsrechter: Matti Aalto (FIN) |

|                                                                        |                                        |       |                                   |                                                                                            |
| 23 oktober Vriendschappelijk № 78 «onderlinge duels» 14:00 uur (UTC+1) | Polen                                  | 2 – 2 | Noorwegen                         | Wojska Polskiegostadion, Warschau Toeschouwers: 16.000 Scheidsrechter: John Langenus (BEL) |
| 23 oktober Vriendschappelijk № 78 «onderlinge duels» 14:00 uur (UTC+1) | Ryszard Piec 73' Ernest Wilimowski 80' |       | 6' Hans Nordahl 41' Alf Martinsen | Wojska Polskiegostadion, Warschau Toeschouwers: 16.000 Scheidsrechter: John Langenus (BEL) |

|                                                                       |                                                    |       |                                          |                                                                                |
| 13 november Vriendschappelijk № 79 «onderlinge duels» 15:00 uur (UTC) | Ierland                                            | 3 – 2 | Polen                                    | Dalymount Park, Dublin Toeschouwers: 34.295 Scheidsrechter: Peco Bauwens (GER) |
| 13 november Vriendschappelijk № 79 «onderlinge duels» 15:00 uur (UTC) | Willie Fallon 10' Johnny Carey 12' Jimmy Dunne 68' |       | 17' Ernest Wilimowski 83' Leonard Piątek | Dalymount Park, Dublin Toeschouwers: 34.295 Scheidsrechter: Peco Bauwens (GER) |

### 1939
|                                                                      |                                                               |       |       |                                                                                   |
| 22 januari Vriendschappelijk № 80 «onderlinge duels» 14:15 uur (UTC) | Frankrijk                                                     | 4 – 0 | Polen | Parc des Princes, Parijs Toeschouwers: 35.000 Scheidsrechter: Walter Jordan (SUI) |
| 22 januari Vriendschappelijk № 80 «onderlinge duels» 14:15 uur (UTC) | Émile Veinante 16', 57' Oscar Heisserer 41' Mario Zatelli 70' |       |       | Parc des Princes, Parijs Toeschouwers: 35.000 Scheidsrechter: Walter Jordan (SUI) |

|                                                                    |                               |       |                                         |                                                                             |
| 27 mei Vriendschappelijk № 81 «onderlinge duels» 17:30 uur (UTC+1) | Polen                         | 3 – 3 | België                                  | Stadion ŁKS, Łódź Toeschouwers: 18.000 Scheidsrechter: Karl Wunderlin (SUI) |
| 27 mei Vriendschappelijk № 81 «onderlinge duels» 17:30 uur (UTC+1) | Wilimowksi 5', 26' Wostal 48' |       | 42' Fievez 56' R. Braine 89' Isemborghs | Stadion ŁKS, Łódź Toeschouwers: 18.000 Scheidsrechter: Karl Wunderlin (SUI) |

|                                                                    |                    |       |                 |                                                                                           |
| 4 juni Vriendschappelijk № 82 «onderlinge duels» 18:00 uur (UTC+1) | Polen              | 1 – 1 | Zwitserland     | Wojska Polskiegostadion, Warschau Toeschouwers: 22.000 Scheidsrechter: Rudolf Eklöw (SWE) |
| 4 juni Vriendschappelijk № 82 «onderlinge duels» 18:00 uur (UTC+1) | Leonard Piątek 29' |       | 76' Lauro Amadò | Wojska Polskiegostadion, Warschau Toeschouwers: 22.000 Scheidsrechter: Rudolf Eklöw (SWE) |

|                                                                         |                                                           |       |                                      | |
| 27 augustus Vriendschappelijk № 83 «onderlinge duels» 16:30 uur (UTC+1) | Polen                                                     | 4 – 2 | Hongarije                            | Stadion Wojska Polskiego imienia Marszałka Józefa Piłsudskiego, Warschau Toeschouwers: 21.000 Scheidsrechter: Esko Pekonen (FIN) |
| 27 augustus Vriendschappelijk № 83 «onderlinge duels» 16:30 uur (UTC+1) | Ernest Wilimowski 33', 62', 75' Leonard Piątek 74' (pen.) |       | 14' Gyula Zsengellér 28' Sándor Ádám | Stadion Wojska Polskiego imienia Marszałka Józefa Piłsudskiego, Warschau Toeschouwers: 21.000 Scheidsrechter: Esko Pekonen (FIN) |

België · Bulgarije · Denemarken · Duitsland · Engeland · Estland · Finland · Frankrijk · Griekenland · Hongarije · Ierland · Israël · Italië · Joegoslavië · Letland · Litouwen · Luxemburg · Nederland · Noord-Ierland · Noorwegen · Oostenrijk · Polen · Portugal · Roemenië · Schotland · Spanje · Tsjecho-Slowakije · Turkije · Wales · Zweden · Zwitserland
Poolse voetbalbond · A-internationals · Selecties · Statistieken · Pools vrouwenelftal · Olympisch elftal · Polen U21 · Polen U20 · Polen U19 · Polen U18 · Polen U17 · Polen U16
1921 – 1929 ·
1930 – 1939 ·
1940 – 1949 ·
1950 – 1959 ·
1960 – 1969 ·
1970 – 1979 ·
1980 – 1989 ·
1990 – 1999 ·
2000 – 2009 ·
2010 – 2019 ·
2020 – 2029
EK 2008 · 
EK 2012 · 
EK 2016 · 
EK 2020
WK 1938 ·
WK 1974 ·
WK 1978 ·
WK 1982 ·
WK 1986 ·
WK 2002 ·
WK 2006 ·
WK 2018
OS 1924 ·
OS 1936 ·
OS 1972 ·
OS 1976 ·
OS 1992
1921 · 
1922 · 
1923 · 
1924 · 
1925 · 
1926 · 
1927 · 
1928 · 
1929 · 
1930 · 
1931 · 
1932 · 
1933 · 
1934 · 
1935 · 
1936 · 
1937 · 
1938 · 
1939 · 
1940–1946 · 
1947 · 
1948 · 
1949 · 
1950 · 
1951 · 
1952 · 
1953 · 
1954 · 
1955 · 
1956 · 
1957 · 
1958 · 
1959 · 
1960 · 
1961 · 
1962 · 
1963 · 
1964 · 
1965 · 
1966 · 
1967 · 
1968 · 
1969 · 
1970 · 
1971 · 
1972 · 
1973 · 
1974 · 
1975 · 
1976 · 
1977 · 
1978 · 
1979 · 
1980 · 
1981 · 
1982 · 
1983 · 
1984 · 
1985 · 
1986 · 
1987 · 
1988 · 
1989 · 
1990 · 
1991 · 
1992 · 
1993 · 
1994 · 
1995 · 
1996 · 
1997 · 
1998 · 
1999 · 
2000 · 
2001 · 
2002 · 
2003 · 
2004 · 
2005 · 
2006 · 
2007 · 
2008 · 
2009 · 
2010 · 
2011 · 
2012 · 
2013 · 
2014 ·
2015 ·
2016 ·
2017 ·
2018 ·
2019 ·
2020 ·
2021
Albanië ·
Algerije ·
Andorra ·
Argentinië ·
Armenië ·
Australië ·
Azerbeidzjan ·
België ·
Bolivia ·
Bosnië en Herzegovina ·
Brazilië ·
Bulgarije ·
Canada ·
Chili ·
China ·
Colombia ·
Costa Rica ·
Cyprus ·
DDR ·
Denemarken ·
Duitsland ·
Ecuador ·
Egypte ·
Engeland ·
Estland ·
Faeröer · 
Finland ·
Frankrijk ·
Georgië ·
Gibraltar ·
Griekenland ·
Guatemala ·
Haïti ·
Hongarije ·
Ierland ·
India ·
Irak ·
Iran ·
Israël ·
Italië ·
Ivoorkust ·
IJsland ·
Japan ·
Joegoslavië ·
Kameroen ·
Kazachstan ·
Koeweit ·
Kroatië ·
Letland ·
Libië ·
Liechtenstein ·
Litouwen ·
Luxemburg ·
Marokko ·
Malta ·
Mexico ·
Moldavië ·
Montenegro ·
Nederland ·
Nieuw-Zeeland ·
Nigeria ·
Noord-Ierland ·
Noord-Korea ·
Noord-Macedonië ·
Noorwegen ·
Oekraïne ·
Oostenrijk ·
Peru ·
Portugal ·
Roemenië ·
Rusland ·
San Marino ·
Saoedi-Arabië · 
Schotland ·
Senegal ·
Servië ·
Servië en Montenegro · 
Singapore ·
Slovenië ·
Slowakije ·
Sovjet-Unie ·
Spanje ·
Thailand · 
Tsjechië ·
Tsjecho-Slowakije ·
Tunesië ·
Turkije ·
Uruguay ·
Verenigde Arabische Emiraten ·
Verenigde Staten ·
Wales ·
Wit-Rusland ·
Zuid-Afrika ·
Zuid-Korea ·
Zweden ·
Zwitserland
België (1982) ·
Colombia (2018) ·
Costa Rica (2006) ·
Duitsland (2006) ·
Duitsland (2008) ·
Duitsland (2016) ·
Ecuador (2006) ·
Frankrijk (1982) ·
Frankrijk (2022) ·
Griekenland (2012) ·
Italië (1982, 1) ·
Italië (1982, 2) ·
Japan (2018) ·
Kameroen (1982) ·
Kroatië (2008) ·
Noord-Ierland (2016) ·
Oostenrijk (2008) ·
Peru (1982) ·
Rusland (2012) ·
Senegal (2018) ·
Slowakije (2021) ·
Sovjet-Unie (1982) ·
Spanje (2021) ·
Tsjechië (2012) ·
Zweden (2021)